# Западноафрички патуљасти крокодил
Западноафрички патуљасти крокодил (лат. Osteolaemus tetraspis) је врста гмизавца из реда Crocodylia. 

## Распрострањење
Западноафрички патуљасти крокодил има станиште у Анголи, Бенину, Буркини Фасо, Габону, Гани, Гвинеји Бисао, ДР Конгу, Камеруну, Либерији, Нигерији, Обали Слоноваче, Републици Конго, Сенегалу, Сијера Леонеу, Тогу и Централноафричкој Републици.

## Станиште
Станиште западноафричког патуљастог крокодила су слатководна подручја.

## Угроженост
Ова врста се сматра рањивом у погледу угрожености врсте од изумирања.